# Contea di Fremont (Wyoming)
La contea di Fremont (in inglese Fremont County) è una contea dello Stato del Wyoming, negli Stati Uniti. La popolazione al censimento del 2000 era di 35 804 abitanti. Il capoluogo di contea è Lander.

## Geografia
Il territorio è occupato prevalentemente dalla valle del fiume Wind. A sud si trovano le Wind River Mountains, mentre a nord le Owl Creek Mountains dove passa la Pista dell'Oregon. Si passa dal deserto nel Boysen State Park ai ghiacciai di Gannett Peak, il punto più alto dello Stato. A ovest si ergono le Rocky Mountains.
Tra le aree nazionali protette ci sono la foresta nazionale di Shoshone, di Teton e di Bridger.
Un terzo della contea ospita la Riserva Wind River, istituita per la tribù Shoshone nel 1868. Nel 1877 si unirono anche gli Arapaho.
Il capoluogo è Lander, ma il comune più popolato è Riverton.

### Contee confinanti
- Contea di Hot Springs - nord
- Contea di Washakie - nord-est
- Contea di Natrona - est
- Contea di Carbon - sud-est
- Contea di Sweetwater - sud
- Contea di Sublette - ovest
- Contea di Teton - nord-ovest
- Contea di Park - nord-ovest

## Storia
La contea fu creata nel 1884 con parti della contea di Sweetwater. Deve il suo nome a John Charles Frémont.

## Comuni

### Cities
- Lander (capoluogo)
- Riverton

### Towns
- Dubois
- Hudson
- Pavillion
- Shoshoni

### Census-designated places
- Arapahoe
- Atlantic City
- Boulder Flats
- Crowheart
- Ethete
- Fort Washakie
- Jeffrey City
- Johnstown